# Cixius palmensis
Cixius palmensis är en insektsart som beskrevs av Lindberg 1960. Cixius palmensis ingår i släktet Cixius och familjen kilstritar.
Artens utbredningsområde är Spanien. Inga underarter finns listade i Catalogue of Life.